# Њутон (Јута)
Њутон (енгл. Newton) град је у америчкој савезној држави Јута.

## Демографија
По попису из 2010. године број становника је 789, што је 90 (12,9%) становника више него 2000. године.
| Група             | 2000.       | 2010.       |
| Белци             | 666 (95,3%) | 739 (93,7%) |
| Афроамериканци    | 0 (0,0%)    | 3 (0,4%)    |
| Азијати           | 16 (2,3%)   | 3 (0,4%)    |
| Хиспаноамериканци | 17 (2,4%)   | 25 (3,2%)   |
| Укупно            | 699         | 789         |